# Colobodactylus taunayi
Colobodactylus taunayi är en ödleart som beskrevs av  Ayrton Amaral 1933. Colobodactylus taunayi ingår i släktet Colobodactylus och familjen Gymnophthalmidae. Inga underarter finns listade i Catalogue of Life.